# Chiesa di San Martino e San Lazzaro
La chiesa di San Martino e San Lazzaro è un edificio sacro che si trova lungo la statale della Cisa a Pontremoli.
Situata fuori dell'abitato presso il guado della Magra e all'incrocio della Via Romea con le vie della Val di Vara e del Borgallo sorgeva una chiesa romanica dedicata a San Martino e San Lazzaro.
Nel 1878, per allargare la strada, la chiesa fu smontata, arretrata e ricostruita con pesanti integrazioni che ne hanno compromesso i caratteri originali.